# Gertrud Wolle

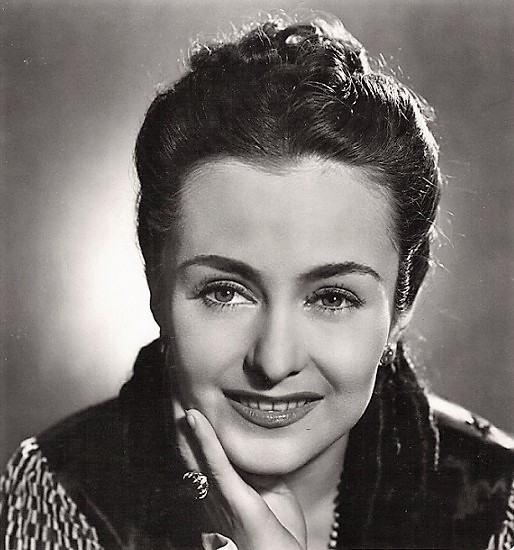
Gertrud Elisabeth Martha Wolle (1920–1930)

Gertrud Elisabeth Martha Wolle (* 11. März 1891 in Urbis, Elsass, Deutsches Reich; † 6. Juli 1952 in München) war eine deutsche Schauspielerin.

## Leben
Gertrud Wolle war zwei Jahre lang als Kindermädchen tätig und besuchte dann in Berlin die Schauspielschule. Im September 1916 kam sie an das Deutsche Theater, wo sie in Goethes Faust debütierte.
Frühzeitig war Gertrud Wolle auf der Bühne und beim Stummfilm auf die Rolle der skurrilen älteren Frauensperson festgelegt. Mit der Einführung des Tonfilms wurde sie in dieser Funktion in einer enormen Zahl von Produktionen eingesetzt. Sie erschien in meist kurzen Auftritten zur Erheiterung des Publikums als schrilles, lächerliches Frauenzimmer in der Rolle einer Sekretärin, Lehrerin, Heimleiterin, Verkäuferin, Angestellten oder Nachbarin.
Aufgrund dieser Dauereinsätze beim Film hatte sie kaum noch Zeit für Theaterauftritte und agierte nur in der filmlosen Zeit nach 1945 wieder auf der Bühne, zum Beispiel am Stadttheater Passau. Danach war sie bis zu ihrem Tod wieder in gewohnter Weise beim Film aktiv. Sie stand 1944 in der Gottbegnadeten-Liste des Reichsministeriums für Volksaufklärung und Propaganda.
Ihre Grabstätte befindet sich auf dem Waldfriedhof Grünwald bei München.

## Filmografie
- 1919: Die Insel der Glücklichen
- 1919: Prinz Kuckuck
- 1921: Die Geliebte Roswolskys
- 1923: Ein Glas Wasser
- 1930: Die Drei von der Tankstelle
- 1930: Einbrecher
- 1931: Die Privatsekretärin
- 1931: Der wahre Jakob
- 1931: Der kleine Seitensprung
- 1931: Bomben auf Monte Carlo
- 1931: Der Ball
- 1931: Die spanische Fliege
- 1931: Ronny
- 1932: Zwei Herzen und ein Schlag
- 1932: Es wird schon wieder besser
- 1932: Das schöne Abenteuer
- 1932: Liebe, Scherz und Ernst
- 1932: Mädchen zum Heiraten
- 1932: Wie sag’ ich’s meinem Mann?
- 1932: Annemarie, die Braut der Kompanie
- 1932: Wenn die Liebe Mode macht
- 1933: …und wer küßt mich?
- 1933: Das Lied der Sonne
- 1933: Großstadtnacht
- 1933: Morgenrot
- 1933: Sag’ mir, wer Du bist
- 1933: Viktor und Viktoria
- 1934: Nischt geht über die Gemütlichkeit
- 1934: Musik im Blut
- 1934: Freut Euch des Lebens
- 1934: Ein Heiratsantrag
- 1934: Die englische Heirat
- 1934: Lockvogel
- 1935: Der höhere Befehl
- 1935: Schwarze Rosen
- 1935: Der Gefangene des Königs
- 1935: Nacht der Verwandlung
- 1935: Alles hört auf mein Kommando
- 1935: Einmaleins der Liebe
- 1935: Der höhere Befehl
- 1936: Die unheimliche Helene
- 1936: Stadt Anatol
- 1936: Das Mädchen Irene
- 1936: Hilde Petersen postlagernd
- 1936: Heißes Blut
- 1936: Der schüchterne Casanova
- 1937: Der Hund von Baskerville
- 1937: Husaren, heraus
- 1937: Gefährliches Spiel
- 1937: Sein bester Freund
- 1937: Vor Liebe wird gewarnt
- 1937: Die unentschuldigte Stunde
- 1938: Die Umwege des schönen Karl
- 1938: Scheidungsreise
- 1939: Drunter und drüber
- 1939: Silvesternacht am Alexanderplatz
- 1939: Anton, der Letzte
- 1939: Robert Koch, der Bekämpfer des Todes
- 1939: Drunter und drüber
- 1940: Herzensfreud - Herzensleid
- 1940: Beates Flitterwoche
- 1940: Das Jüngste Gericht
- 1941: Liebe ist zollfrei
- 1941: Leichte Muse
- 1941: Annelie
- 1941: Aufruhr im Damenstift
- 1941: Heimaterde
- 1941: Quax, der Bruchpilot
- 1942: So ein Früchtchen
- 1943: Geliebter Schatz
- 1943: Das Ferienkind
- 1943: Maske in Blau
- 1944: Warum lügst Du, Elisabeth?
- 1945: Kamerad Hedwig
- 1949: Nichts als Zufälle
- 1949: Die Kuckucks
- 1950: Das doppelte Lottchen
- 1950: Küssen ist keine Sünd
- 1950: Königskinder
- 1950: Frauenarzt Dr. Prätorius
- 1951: Sensation in San Remo
- 1951: Die Dame in Schwarz
- 1951: Die Schuld des Dr. Homma
- 1951: Das ewige Spiel
- 1952: Des Teufels Erbe (The Devil Makes Three)
- 1952: Die schöne Tölzerin
- 1952: Der eingebildete Kranke
- 1952: Nachts auf den Straßen
- 1952: Jede Frau kann zaubern